# Риверстаун (Типперэри / Оффали)

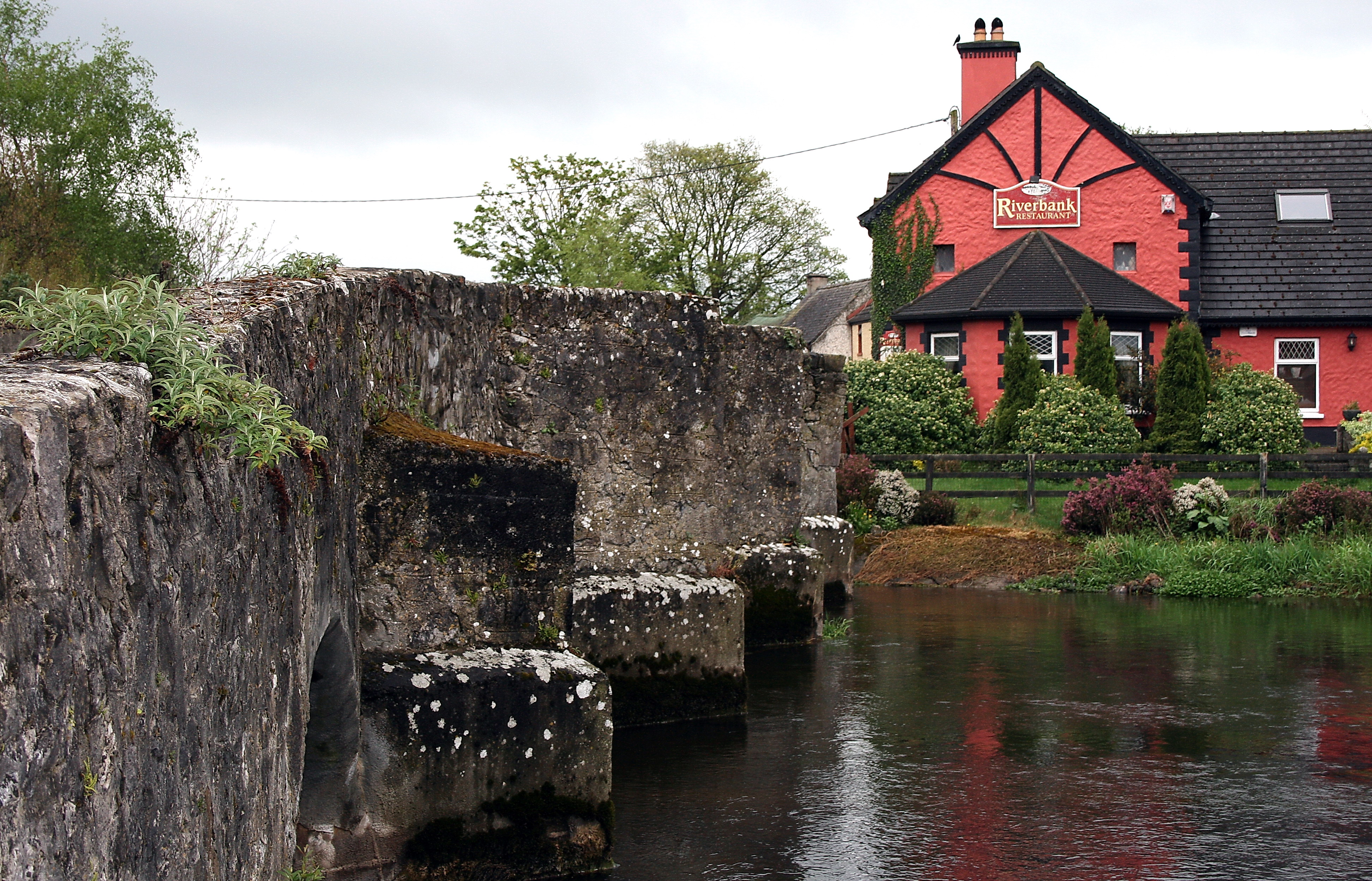
У реки Бирр

Риверстаун (англ. Riverstown; ирл. Baile Uí Lachnáin) — деревня в Ирландии, находится на границах графств Северный Типперэри (провинция Манстер) и Оффали у трассы N52.